# Zhou Xun
En aquest nom xinès, el cognom és Zhou.
Zhou Xun (nascuda el 18 d'octubre del 1974) és una actriu i cantant xinesa. És considerada com una de les "Quatre Actrius Dan Joves" en la Xina (四小花旦) dels principis de là dècada de 2000, juntament amb Zhang Ziyi, Xu Jinglei i Zhao Wei.

## Biografia

### Inicis
Zhou Xun va néixer en una família de classe mitjana. El seu pare, Zhou Tianning (xinès: 周天宁; pinyin: Zhōu Tiānníng) era un projeccionista de pel·lícules local i la seva mare, Chen Yiqin (xinès: 陈以琴; pinyin: Chén Yǐqín) era una venedora en una botiga per departaments. Zhou més tard es va matricular a l'Institut d'Arts de Zhejiang per promoure els seus interessos en les arts escèniques, contra els desitjos dels seus pares, que volien que es gradués d'una universitat. Va ser elegida per a un paper a la pel·lícula Rondalles Estranyes Entre Antigues i Desolades Tombes durant els seus anys d'adolescència a l'escola.

### Carrera d'actriu
Zhou Xun va guanyar reconeixement internacional pels seus paper en les pel·lícules El riu Suzhou de Lou Ye (2000) i Balzac i la Jove Costurera Xinesa de Dai Sijie (2002), guanyant el Premi a la Millor Actriu per la primera en el 15è Festival de Pel·lícules de Paris. En 2002, ella va protagonitzar com Huang Rong, reunint amb ella Kaixin Jiuhao la co-estrella de televisió Li Yapeng, que va interpretar a Guo Jing, en la sèrie de televisió del 2003 La Llegenda dels Herois Còndor.